# Florent Gouëlou
Florent Gouëlou, né en 1985, est un acteur, réalisateur et artiste drag, sous le nom de Javel Habibi, franco-algérien.

## Biographie

### Vie civile
Florent Gouëlou fait des études dans le théâtre. Il se réoriente ensuite pour devenir réalisateur, produisant le film Trois nuits par semaine, avec la drag queen Cookie Kunty.

### Vie drag
Sous le nom de Javel Habibi, elle héberge les soirées Habibi à La Flèche d'or.

## Cinématographie

### Court-métrage
- 2021 : Beauty Boys

### Long-métrage
- 2022 : Trois nuits par semaine
- 2025 : Habibi, chanson pour mes ami·e·s